# Neobarrettia pulchella
Neobarrettia pulchella är en insektsart som först beskrevs av Tinkham 1944.  Neobarrettia pulchella ingår i släktet Neobarrettia och familjen vårtbitare. Inga underarter finns listade i Catalogue of Life.